# Necturus
A Necturus a kétéltűek (Amphibia) osztályának farkos kétéltűek (Caudata) rendjébe, ezen belül a kopoltyús gőtefélék (Proteidae) családjába tartozó nem.

## Rendszerezés
A nembe az alábbi 6-7 faj tartozik:
- Necturus alabamensis Viosca, 1937
- Beyer-barázdásgőte (Necturus beyeri) Viosca, 1937
- Necturus lewisi Brimley, 1924
- Necturus lodingi Viosca, 1937
- Necturus louisianensis Viosca, 1938 – egyes rendszertani besorolás szerint a foltos barázdásgőte alfajának tekinthető, Necturus maculosus louisianensis név alatt, azonban ezzel nem mindenki ért egyet.
- foltos barázdásgőte (Necturus maculosus) (Rafinesque, 1818) – típusfaj
- Necturus punctatus (Gibbes, 1850)

## Képek

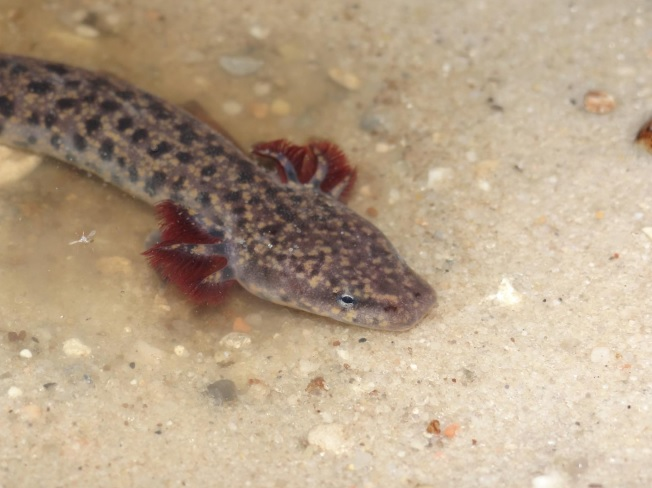
Necturus beyeri
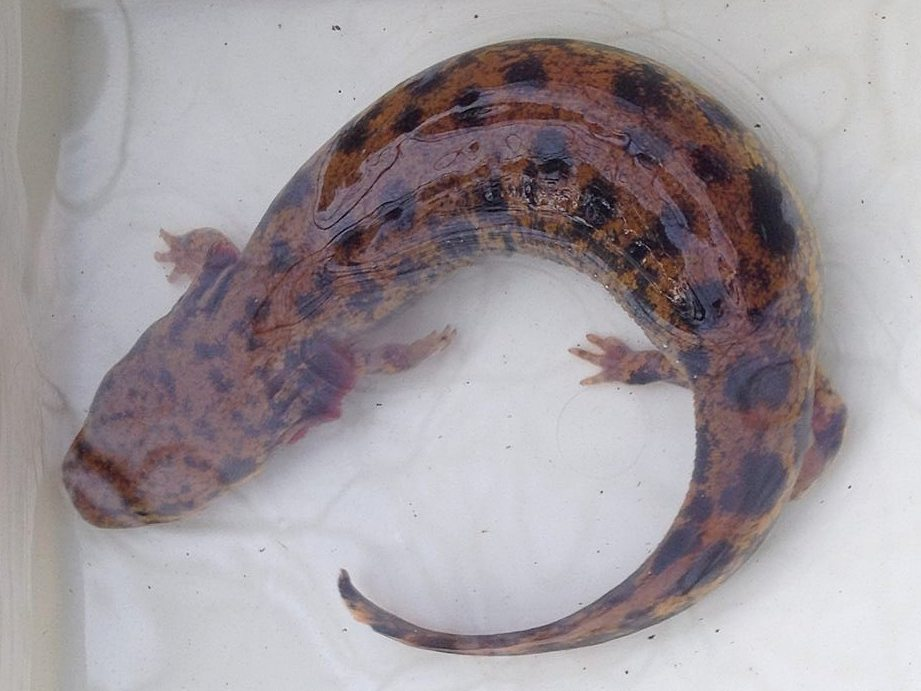
Necturus lewisi

## Fordítás
- Ez a szócikk részben vagy egészben  a   Necturus című angol Wikipédia-szócikk ezen változatának fordításán alapul.  Az eredeti cikk szerkesztőit annak laptörténete sorolja fel. Ez a jelzés csupán a megfogalmazás eredetét és a szerzői jogokat jelzi, nem szolgál a cikkben szereplő információk forrásmegjelöléseként.